# Горнє Таборище (Слунь)
45°07′ пн. ш. 15°35′ сх. д. / 45.12° пн. ш. 15.58° сх. д.
Горнє Таборище (хорв. Gornje Taborište) — населений пункт у Хорватії, у Карловацькій жупанії у складі міста Слунь.

## Населення
Населення за даними перепису 2011 року становило 227 осіб.
Динаміка чисельності населення поселення: